# Роковая страсть
«Роковая страсть» (англ. The Immigrant) — американский фильм режиссёра Джеймса Грэя. Фильм был показан на Каннском кинофестивале 2013 года в рамках главной программы.

## Сюжет
В 1921 году сестры из Польши Эва и Магда прибывают в Нью-Йорк на остров Эллис в поисках лучшей жизни. Магду помещают в карантин из-за её болезни легких. Эву собираются депортировать, но Бруно замечает, что она свободно владеет английским и даёт взятку полицейским, чтобы её отпустили. Бруно приводит Эву к себе домой и, зная, что ей нужны деньги, предлагает ей танцевать и заниматься проституцией.
Эва находит своих родственников, живущих в Нью-Йорке, но муж её тети сдает Эву в полицию. Её отправляют обратно на остров Эллис и собираются депортировать. Находясь там, она присутствует на представлении иллюзиониста Эмиля, который оказывается двоюродным братом Бруно. На следующее утро Бруно удается освободить Эву.
Эва вновь встречает Эмиля, когда он даёт представление в театре, где она танцует. Он просит помочь ему на сцене, но когда она выходит, её начинают оскорблять зрители. Бруно ругается с Эмилем и в процессе Бруно с его девушками выгоняют из театра. Эмиль влюбляется в Эву, что раздражает Бруно. Между ними возникает конфликт, который заканчивается тем, что Бруно арестовывают на ночь.
Эмиль проникает в дом Бруно, чтобы встретиться с Эвой и обещает ей, что достанет деньги, чтобы освободить её сестру. В это же время Бруно возвращается домой, и Эмилю приходится спрятаться. Бруно обещает устроить Эве встречу с её сестрой. Эмиль прерывает Бруно и угрожает ему незаряженным пистолетом. Он нажимает на курок, чтобы испугать его, но Бруно убивает Эмиля при помощи ножа.
Бруно и Эва прячут тело Эмиля, но одна из проституток говорит полиции, что это Эва убила Эмиля. Бруно прячет Эву от полиции, но его жестоко избивают и забирают у него большую сумму денег. Эва узнает, что у Бруно все это время были деньги для освобождения её сестры, но он не хотел их давать, поскольку боялся, что она его покинет. Эва вновь обращается к своей тёте, которая на этот раз даёт ей деньги. Эва освобождает Магду и они вместе покупают билеты, чтобы отправиться в Нью-Джерси.

## В ролях
- Марион Котийяр — Эва
- Хоакин Феникс — Бруно
- Джереми Реннер — Орландо / Эмиль
- Дагмара Доминчик — Белва
- Елена Соловей — Рози Херц
- Майя Вампушис — тётя Эдита
- Илья Волох
- Анджела Сарафян — Магда
- Энтони Короне

## Восприятие
Фильм получил в основном положительные отзывы критиков. На сайте Rotten Tomatoes фильм имеет рейтинг 87 % на основе 103 рецензий.